# Franz von Liszt
Franz Ritter von Liszt (Viena, 2 de marzo de 1851-Seeheim-Jugenheim, 21 de junio de 1919) fue un jurista y político alemán de origen austríaco conocido por sus aportes en el campo del derecho penal y del derecho internacional público.
Von Liszt integra la corriente «causalista naturalista» en la teoría del delito, a la que también pertenece Ernst von Beling. Según los causalistas naturalistas, la acción es una causación o no evitación de una modificación (de un resultado) del mundo exterior mediante una conducta voluntaria. Su padre, Eduard von Liszt, era primo del pianista húngaro Ferenc Liszt.

## Biografía
Estudió derecho en la Universidad de Viena entre 1869 y 1873. Fue profesor de derecho penal en las Universidades de Giessen (1879-1882), Marburgo (1882-1889) —período en que escribió su célebre "Programa de Marburgo"—, Halle (1889-1899) y Berlín (1899-1916). Escribió una serie de libros sobre Derecho Penal y Derecho Internacional Público, siendo algunos de ellos traducidos al castellano posteriormente.
En 1889 fundó la Unión Internacional de Derecho Penal junto con Gérard Van Hamel y Adolphe Prins, organización que en 1924 se transformaría en la Asociación Internacional de Derecho Penal.
Militó en el Partido Popular Progresista alemán (Fortschrittliche Volkspartei), y fue elegido diputado de la Dieta Prusiana en 1908 y diputado del Reichstag en 1912. En su rol como diputado, protagonizó las discusiones parlamentarias durante la Crisis de Zabern, ocurrida entre 1913 y 1914.
Creó un sistema de enseñanza personalizada del Derecho, particularmente del Derecho penal, en "Seminarios", reuniones una vez a la semana para discutir un texto que podía ser una sentencia, un nuevo texto de investigación u otros que podían tener interés para el estudio y análisis. Uno de sus seguidores, discípulo del sistema de enseñanza escrito (tradujo obras de von Liszt al castellano) así como del uso de casos y textos en reuniones semanales denominadas "Seminarios" fue el penalista español Luis Jiménez de Asúa, primero en Madrid, luego en Buenos Aires.

## Obras
- Tratado de derecho penal alemán (1881).
- La idea de fin en el derecho penal (1882); también conocida como «El programa de Marburgo».
- Derecho Internacional Público (1898), traducida al castellano por Domingo Miral y publicado por la Editorial Gustavo Gili en 1929.